# Domen (Josip Jurčič)
Domen je povest Josipa Jurčiča. Delo ima podnaslov Domača povest iz prejšnjega veka. Prvič je bila natisnjena leta 1864.

## Dogajališča romana na spletišču Geopedia.si
- Ivančna Gorica (Leščevje): ruševine gradu Kravjek Arhivirano 2017-07-29 na Wayback Machine.
- Ivančna Gorica (Leščevje): dvor Mačerole Arhivirano 2017-07-29 na Wayback Machine.